# Erkan Zengin
Erkan Zengin (sinh ngày 5 tháng 8 năm 1985) là một cầu thủ bóng đá Thụy Điển gốc Thổ Nhĩ Kỳ.

## Sự nghiệp câu lạc bộ
Vào tháng 1 năm 2009, anh ký bản hợp đồng cho mượn nửa năm với Beşiktaş. Beşiktaş có lựa chọn mua Zengin vào mùa hè với giá €400.000.
Ngày 28 tháng 7 năm 2016 Erkan Zengin gia nhập lại Eskişehirspor.

## Sự nghiệp quốc tế
Anh thi đấu cho đất nước được sinh ra là Thổ Nhĩ Kỳ ở giải đấu trẻ, trước khi chọn đại diện cho Thụy Điển ở các giải chính, nơi anh đã lớn lên.
Zengin ra mắt đội tuyển quốc gia Thụy Điển ngày 26 tháng 3 năm 2013, thi đấu trận sân khách trước Slovakia.

## Danh hiệu

### Câu lạc bộ
Beşiktaş
- Süper Lig: 2008–09
- Cúp bóng đá Thổ Nhĩ Kỳ: 2008–09